# Instytut Chemii Organicznej Politechniki Łódzkiej
Instytut Chemii Organicznej Politechniki Łódzkiej – jeden z instytutów Wydziału Chemicznego Politechniki Łódzkiej.

## Historia Instytutu
Instytut Chemii Organicznej został utworzony w roku 1970 w wyniku wprowadzonych przez Ministerstwo Nauki i Szkolnictwa Wyższego zmian struktury organizacyjnej podlegających mu uczelni. W skład Instytutu weszły istniejące wcześniej na Wydziale Chemicznym:
- Katedra Chemii Organicznej, której jej organizatorem i pierwszym kierownikiem od 1953 roku był prof. Osman Achmatowicz, a w latach 1953–1970 kierował nią prof. Bolesław Bochwic oraz Zakład Mikroanalizy oraz Zakład Syntezy Organicznej, którymi kierował prof. Jan Michalski;
- Katedra Syntezy Organicznej, powołana w 1965 roku, a powstała z przekształcenia istniejącego od 1955 roku w ramach Katedry Chemii Organicznej Zakładu Syntezy Organicznej.

Kierownictwo Instytutu objął członek rzeczywisty PAN, prof. dr hab. Jan Michalski. W kolejnych latach obowiązki dyrektora pełnili: prof. dr hab. Mirosław Leplawy (1972–1992), prof. dr Ryszard Bodalski (1992–2002), dr hab. Stefan Jankowski, prof. PŁ. (2002–2011), prof. dr hab. Zbigniew Kamiński (2011–2017), prof. dr hab. Tomasz Janecki (2017-2022). Aktualnie działalnością Instytutu kieruje prof. dr hab. inż. Łukasz Albrecht.

## Kierunki badawcze
Główne kierunki badawcze prowadzone w Instytucie Chemii Organicznej dotyczą zagadnień syntezy oraz zależności pomiędzy strukturą a aktywnością związków biologicznie ważnych. Prace te dotyczą badań nad peptydami, szczególnie peptydami zawierającymi aminokwasy niekodowane oraz modyfikowane wiązania amidowe. Obejmują one ponadto opracowanie nowych metod syntezy peptydów, zastosowanie chemii kombinatorycznej w badaniach sztucznych receptorów i post-translacyjne modyfikowanie peptydów i białek. Badania dotyczą również opracowania syntez modyfikowanych nukleozydów, nukleotydów i oligonukleotydów (fragmentów RNA i DNA) w celu poszukiwania selektywnych inhibitorów procesu translacji patogennych białek i odwrotnej transkrypcji retrowirusów. Ponadto prowadzone są badania nad chemią związków fosforoorganicznych, dotyczące poszukiwania nowych metod syntezy oraz syntetycznych zastosowań tego typu połączeń. Rozwijane są badania strukturalne modyfikowanych biocząsteczek w oparciu o spektroskopię magnetycznego rezonansu jądrowego i metody obliczeniowe.